# 기후현 선거구
기후현 선거구(일본어: 岐阜県選挙区)는 일본의 참의원 선거구이다.

## 선거구 정보
| 지역      | 기후현 전역              |
| 의원 정수 | 2명 (개선 정수 1명)      |
| 유권자 수 | 1,646,554명 (2022년 9월) |

## 역대 의원
| 홀수회                       | 홀수회               | 홀수회        | 짝수회                         | 짝수회                         | 짝수회                     |
| 의원 1                       | 의원 2               | 선거          | 선거                           | 의원 1                         | 의원 2                     |
| ---------------------------- | -------------------- | ------------- | ------------------------------ | ------------------------------ | -------------------------- |
| 이토 오사무 (일본사회당)     |                      | 1947년 제1회  | 1947년 제1회                   | 와타나베 진키치 (무소속)       |                            |
| 이토 오사무 (일본사회당)     |                      | 1950년 제2회  | 고이케 신조 (자유당)           |                                |                            |
| 다나카 게이이치 (자유당)     | 1953년 제3회         |               | 고이케 신조 (자유당)           |                                |                            |
| 다나카 게이이치 (자유당)     |                      | 1956년 제4회  | 고이케 신조 (자유민주당)       |                                |                            |
| 다나카 게이이치 (자유민주당) | 1959년 제5회         |               | 고이케 신조 (자유민주당)       |                                |                            |
| 다나카 게이이치 (자유민주당) |                      | 1962년 제6회  | 고이케 신조 (자유민주당)       |                                |                            |
| 나카무라 나미오 (일본사회당) | 1965년 제7회         |               | 고이케 신조 (자유민주당)       |                                |                            |
| 나카무라 나미오 (일본사회당) |                      | 1968년 제8회  | 고이케 신조 (자유민주당)       |                                |                            |
| 나카무라 나미오 (일본사회당) | 1971년 제9회         |               | 고이케 신조 (자유민주당)       |                                |                            |
| 나카무라 나미오 (일본사회당) |                      | 1974년 제10회 | 후지이 헤이고 (자유민주당)     |                                |                            |
| 아사노 히로 (자유민주당)     | 1977년 제11회        |               | 후지이 헤이고 (자유민주당)     |                                |                            |
| 아사노 히로 (자유민주당)     |                      | 1980년 제12회 | 후지이 헤이고 (자유민주당)     |                                |                            |
| 스기야마 레이조 (자유민주당) | 1981년 보궐          | 1981년 보궐   | 후지이 다카오 (자유민주당)     |                                |                            |
| 스기야마 레이조 (자유민주당) | 1983년 제13회        |               | 후지이 다카오 (자유민주당)     |                                |                            |
| 스기야마 레이조 (자유민주당) |                      | 1986년 제14회 | 후지이 다카오 (자유민주당)     |                                |                            |
| 다카이 가즈노부 (연합회)     | 1989년 제15회        |               | 후지이 다카오 (자유민주당)     |                                |                            |
| 다카이 가즈노부 (연합회)     |                      | 1992년 제16회 | 후지이 다카오 (자유민주당)     |                                |                            |
| 이와사키 쇼야 (일본사회당)   | 1992년 보궐          | 1992년 보궐   | 가사하라 준이치 (자유민주당)   |                                |                            |
| 오노 아키라 (자유민주당)     | 히라타 겐지 (신진당) | 1995년 제17회 | 가사하라 준이치 (자유민주당)   |                                |                            |
| 오노 쓰야코 (무소속)         | 히라타 겐지 (신진당) | 1996년 보궐   | 가사하라 준이치 (자유민주당)   |                                |                            |
| 오노 쓰야코 (무소속)         | 히라타 겐지 (신진당) |               | 1998년 제18회                  | 마쓰노 이와오 (무소속)         | 야마시타 야스오 (민주당)   |
| 오노 쓰야코 (자유민주당)     | 히라타 겐지 (민주당) | 2001년 제19회 |                                | 마쓰노 이와오 (무소속)         | 야마시타 야스오 (민주당)   |
| 오노 쓰야코 (자유민주당)     | 히라타 겐지 (민주당) |               | 2004년 제20회                  | 마쓰노 이와오 (자유민주당)     | 야마시타 야스오 (민주당)   |
| 후지이 다카오 (무소속)       | 히라타 겐지 (민주당) | 2007년 제21회 |                                | 마쓰노 이와오 (자유민주당)     | 야마시타 야스오 (민주당)   |
| 후지이 다카오 (무소속)       | 히라타 겐지 (민주당) |               | 2010년 제22회                  | 와타나베 다케유키 (자유민주당) | 고미야마 요시하루 (민주당) |
| 오노 야스타다 (자유민주당)   |                      | 2013년 제23회 |                                | 와타나베 다케유키 (자유민주당) | 고미야마 요시하루 (민주당) |
| 오노 야스타다 (자유민주당)   |                      | 2016년 제24회 | 와타나베 다케유키 (자유민주당) |                                |                            |
| 오노 야스타다 (자유민주당)   | 2019년 제25회        |               | 와타나베 다케유키 (자유민주당) |                                |                            |
| 오노 야스타다 (자유민주당)   |                      | 2022년 제26회 | 와타나베 다케유키 (자유민주당) |                                |                            |

## 최근 선거 결과

### 2016년 (제24회)
|  | 55.78% |

|  | 40.90% |

|  | 3.32% |

### 2019년 (제25회)
|  | 56.39% |

|  | 36.13% |

|  | 7.48% |

### 2022년 (제26회)
|  | 52.81% |

|  | 30.12% |

|  | 8.65% |

|  | 5.77% |

|  | 2.65% |

## 같이 보기
- 기후현 제1구
- 기후현 제2구
- 기후현 제3구
- 기후현 제4구
- 기후현 제5구